# حجز مال المدين
حجز مال المدين لدى الغير في القانون (بالإنجليزية: garnishment) هو حكم قضائي ينص على حجز مال المدين المودع لدى طرف ثالث ، بغرض تسديد دين عليه إلى الدائن . وقد تكون بضاعة للمدين مخزونة لدى الغير ، يتم الحجز عليها بأمر من المحكمة بناء على طلب الدائن .
أما إذا كان الأمر متعلقا بمصلحة الضرائب ، وتريد مصلحة الضرائب تحصيل الضريبة المستحقة على الشخص ، فإنها تقوم بالحجز بنفسها على مال الشخص أو بضاعته المخزونة لدي طرف ثالث ، من دون الرجوع إلى المحكمة.

## اقرأ أيضاً
- المدين
- الفائدة
- تاريخ الاستحقاق
- درجة الملاءة
- تخصيص الأموال
- حجم الأعمال (اقتصاد)